# Rázga Miklós
Rázga Miklós (Budapest, 1966. szeptember 2. –) magyar színész, rendező.

## Életpályája
1966-ban született. Szakmai pályafutását 1985-ben a Nemzeti Színház stúdiójában kezdte, Bodnár Sándor kezei alatt. 1987–1991 között a Színház- és Filmművészeti Főiskola hallgatója, Marton László osztályában. 1991–1993 között a kaposvári Csiky Gergely Színház, 1993-tól a Pécsi Nemzeti Színház tagja, melynek 2011–2021 között igazgatója. 2000-ben rendezőként is kipróbálta magát. 2021-től 2023-ig a Kaposvári Egyetem színművész szakának oktatója volt. 2024-től a Pesti Magyar Színház produkciós igazgatója.

## Filmes és televíziós szerepei
- Kisváros (1993–2000) ...Varga János / Tolvaj / Kállai
- Tűzvonalban (2009–2010) ...Miklós
- Barátok közt Zombori Attila (1998) / Kollár János (2006–2007)